# Франц, Майк
Майк Франц (нем. Mike Frantz; 14 октября 1986, Саарбрюккен, ФРГ) — немецкий футболист, центральный полузащитник клуба «Саарбрюккен».

## Карьера
В 2006 году подписал контракт с «Саарбрюкеном», который только что вылетел из второй Бундеслиги в Регионаллигу. Этот факт помог ему сразу влиться в новый коллектив и занять своё место в основном составе. Проведя два сезона на позиции второго нападающего и играя уже в Оберлиге, куда скатился «Саарбрюкен», Франц заинтересовал в своих услугах «Нюрнберг», в который и перешёл летом 2008 года за 100 тысяч евро.
На первом своём предсезонном сборе с командой получил травму и выбыл на четыре месяца. Дебютировал за «Нюрнберг», игравшем в то время во второй Бундеслиге, 7 ноября 2008 года в матче против «Франкфурта», который завершился со счётом 0:0.
На следующий год «Нюрнберг» вышел в Бундеслигу. Дебютировать в главной лиге страны Майку выпало в матче против «Шальке 04» 8 августа 2009 года в первом туре чемпионата. Матч закончился поражением «Нюрнберга» со счётом 1:2, Франц вышел на замену на 55-й минуте вместо Джавара Мнари. Первый мяч в Бундеслиге Франц забил 27 марта 2010 года в матче против бременского «Вердера», проигранным со счётом 2:4.
13 июня 2014 года Франц перешёл во «Фрайбург».
22 июля 2020 года Франц перешел в «Ганновер 96», подписав двухлетний контракт.
Перед сезоном 2022/23 Франц вернулся в «Саарбрюкен», подписав однолетний контракт.

## Статистика
| Сезон   | Клуб        | Лига                 | Матчи | Голы |
| ------- | ----------- | -------------------- | ----- | ---- |
| 2006/07 | Саарбрюккен | Регионаллига (север) | 14    | 2    |
| 2007/08 | Саарбрюккен | Оберлига             | 27    | 12   |
| 2008/09 | Нюрнберг    | Вторая Бундеслига    | 16    | 2    |
| 2009/10 | Нюрнберг    | Бундеслига           | 24    | 3    |
| 2010/11 | Нюрнберг    | Бундеслига           | 14    | 2    |
| 2011/12 | Нюрнберг    | Бундеслига           | 13    | 1    |
| 2012/13 | Нюрнберг    | Бундеслига           | 27    | 1    |
| 2013/14 | Нюрнберг    | Бундеслига           | 31    | 1    |
| 2014/15 | Фрайбург    | Бундеслига           | 0     | 0    |